# Shandong (2017)
Shandong (17) – chiński współczesny lotniskowiec, w służbie od 2019 roku, będący pierwszym lotniskowcem zbudowanym w Chińskiej Republice Ludowej i drugim lotniskowcem jej marynarki. Stanowi jedyny zbudowany okręt typu 001A (określanego też jako typ 002). Nosi numer burtowy 17.

## Historia

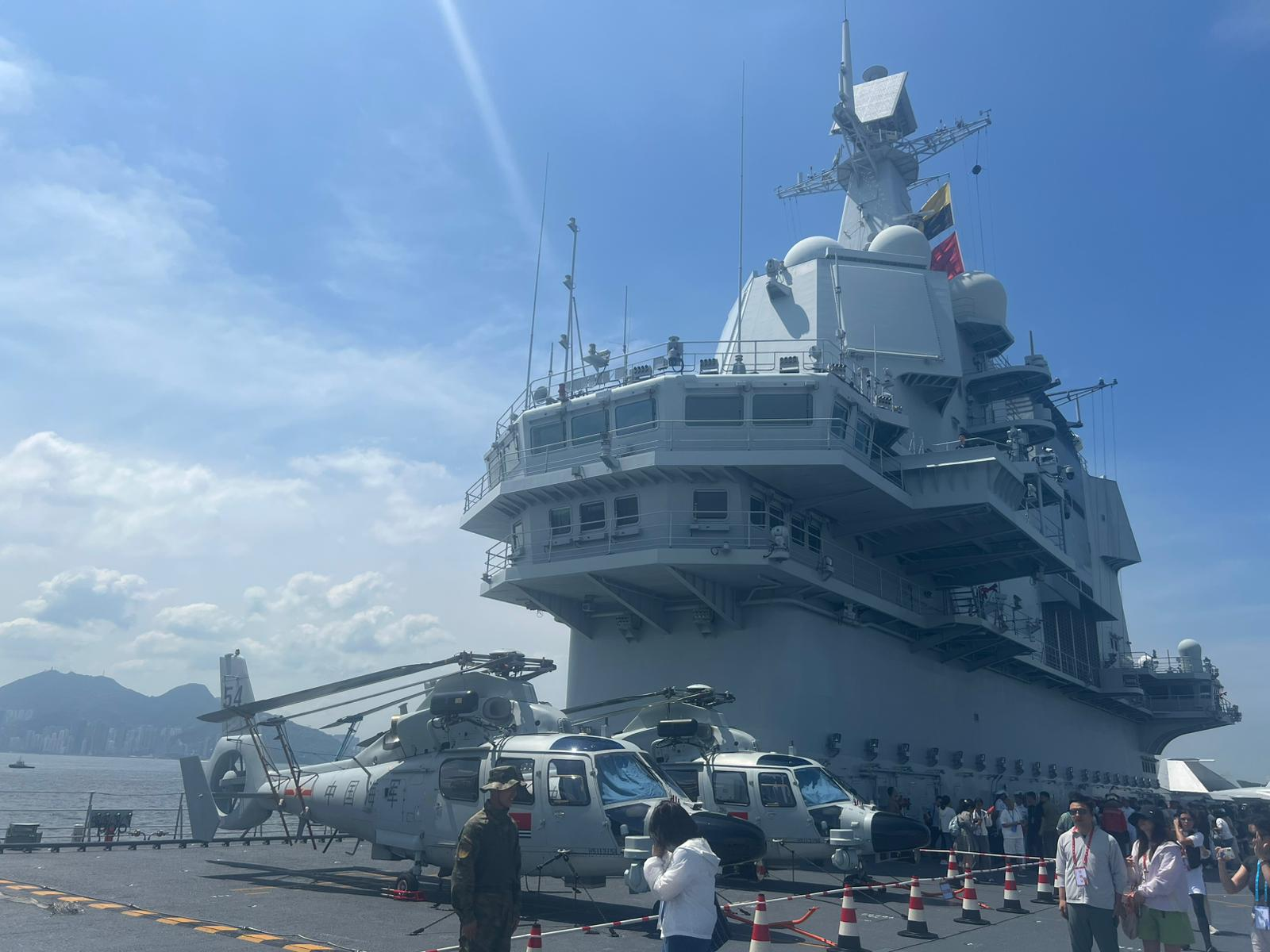
Nadbudówka „Shandonga”

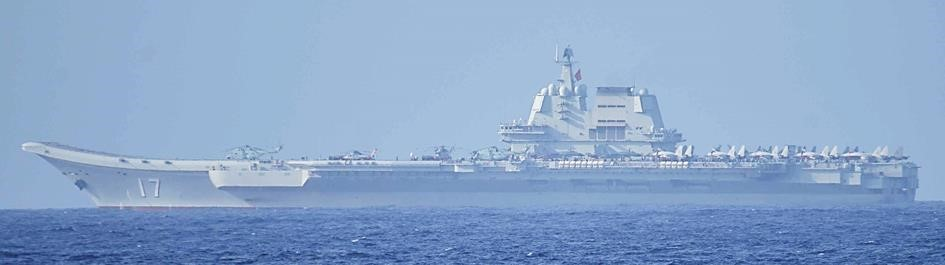
„Shandong” w 2023

Typ 001A stanowi ulepszoną kopię okrętu typu 001 „Liaoning”, będącego wykończonym w Chinach okrętem radzieckiego projektu 11435 (typu Admirał Kuzniecow). Po zakupie od Ukrainy nieukończonego kadłuba, rząd chiński zdecydował o ukończeniu go jako lotniskowiec typu 001, a nadto o budowie drugiej jednostki na jej wzór już samodzielnie w Chinach. 26 kwietnia 2017 r. zwodowano w Dalian kadłub okrętu typu 001A. Od pierwowzoru lotniskowiec typu 001A różni się między innymi innym rozmieszczeniem anten ścianowych systemu radiolokacyjnego obserwacji okrężnej, na ściętych narożnikach nadbudówki zamiast na jej ścianach. Wielkość nadbudówki została nieco zredukowana. Typ ten określany jest w literaturze także jako 002.
13 maja 2018 pierwszy lotniskowiec typu 001A, bez nadanej nazwy, rozpoczął próby morskie. 17 grudnia 2019 roku wszedł do służby pod nazwą „Shandong” (Szantung) z numerem taktycznym 17. 25 maja 2020 roku okręt wyszedł w pierwszy próbny rejs w celu przetestowania systemów i szkolenia załogi.
Grupa lotnicza ma się składać z 36 myśliwców wielozadaniowych Shenyang J-15, 8 śmigłowców transportowych Changhe Z-18 i 4 śmigłowców poszukiwawczo-ratowniczych Harbin Z-9. Według niektórych informacji, okręt przenosi do 44 statków powietrznych. Przynajmniej początkowo samoloty J-15 operowały z okrętu jedynie z lekkim uzbrojeniem – pociskami powietrze–powietrze bliskiego zasięgu. Z uwagi na politykę komunistycznych Chin, szczegółowe informacje na temat danych i konstrukcji okrętu oraz składu jego grupy lotniczej nie są jednak ujawniane oficjalnie.
Uzbrojenie okrętu stanowią trzy zestawy artyleryjskie obrony bezpośredniej z siedmiolufowymi działkami kalibru 30 mm oraz trzy 18-prowadnicowe wyrzutnie kierowanych pocisków rakietowych HQ-10.
Nie budowano dalszych jednostek typu 001A, natomiast kolejny chiński lotniskowiec typu 003 „Fujian”, którego budowę rozpoczęto w 2015 roku, został już powiększony i wprowadzono na nim katapulty startowe zamiast skoczni.

## Służba

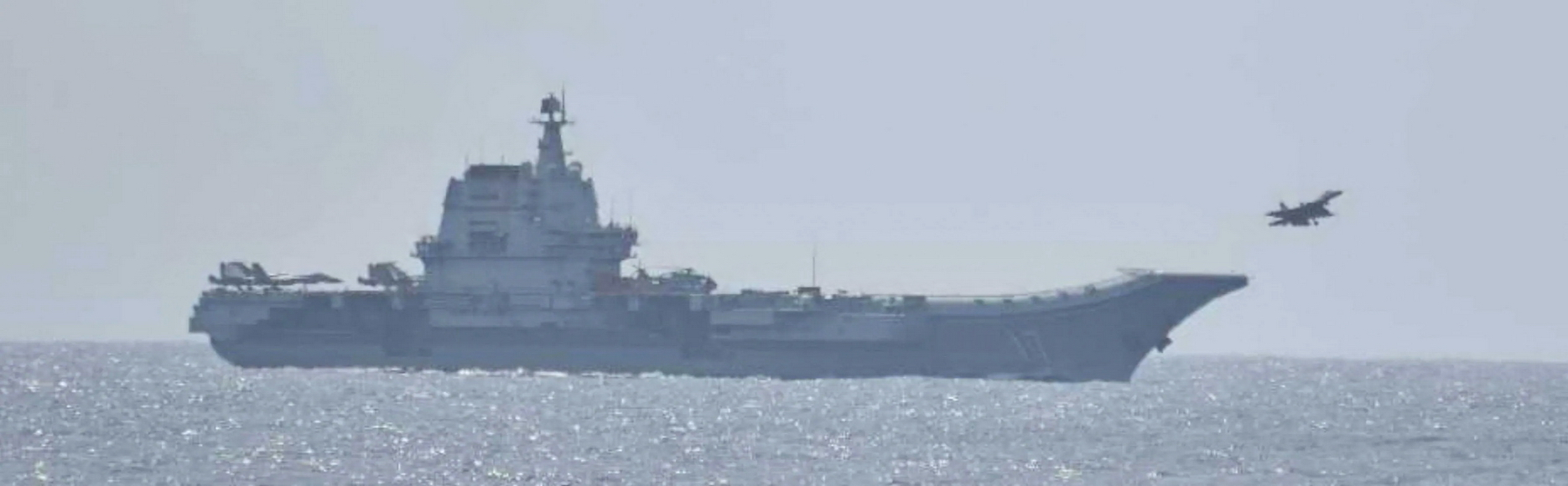
Start J-15 z „Shandonga” w kwietniu 2023

Okręt bazuje w bazie Sanya. Początkowo po wejściu do służby „Shandong” operował głównie na Morzu Południowochińskim. Dopiero w kwietniu 2023 roku odbył pierwszy dłuższy rejs na odległość 400 mil morskich na zachód od Guamu, w ramach ćwiczeń marynarki Liánhé Jiàn („Połączony Miecz”), spędzając w morzu ponad 40 dni i powracając do bazy 6 maja. Podczas rejsu, obserwowanego przez siły japońskie, prowadzono intensywne operacje lotnicze (610 startów i lądowań między 7 a 23 kwietnia). Chińska marynarka traktuje oba pierwsze lotniskowce jako okręty szkoleniowe o ograniczonej wartości bojowej. 
W październiku 2024 roku „Shandong” odbył pierwsze w historii marynarki chińskiej ćwiczenia połączonych grup lotniskowcowych z pierwszym chińskim lotniskowcem „Liaoning”. W czerwcu 2025 roku oba lotniskowce po raz pierwszy odbywały wspólne ćwiczenia na zachodnim Pacyfiku w ramach dużych manewrów chińskiej marynarki, poza pierwszym łańcuchem wysp wokół Chin, między Tajwanem, Japonią i Guam.